# Vittorio Orlandi
Vittorio Orlandi est un cavalier italien né le 8 septembre 1938 à Cassano Magnago,.

## Carrière
Sa carrière amateur est principalement marquée par une médaille de bronze remportée aux Jeux olympiques de Munich en 1972 en saut d'obstacles par équipes avec Raimondo D'Inzeo, Piero D'Inzeo et Graziano Mancinelli.

## Référence
1. ↑  Born 8 September 1938 in Cassano Magnago, Varese (ITA) https://www.olympedia.org/athletes/12524
2. ↑  « Scheda Atleta », sur coni.it (consulté le 16 novembre 2023).
3. ↑  https://www.sports-reference.com/olympics/athletes/or/vittorio-orlandi-1.html